# Antonio Molina
Antonio Molina de Hoces (Màlaga, 9 de març de 1928 – Madrid, 18 de març de 1992) va ser un actor i cantant  espanyol de copla i flamenc. Amb una veu alta i un estil inimitable, va gaudir de gran popularitat a Espanya durant la segona meitat del segle XX al capdavant de nombrosos espectacles teatrals i pel·lícules en les quals la seva habilitat vocal era el principal reclam. És el progenitor de la família Molina.

## Biografia
Donat el seu origen humil, treballa des de la infància en oficis modestos alhora que s'aficiona a la cançó espanyola. Als catorze anys es desplaça a Madrid per donar els primers passos de la seva carrera musical. Després de guanyar un concurs per novells que convoca Radio España el 1949, aconsegueix gravar un disc amb temes com El agua del avellano o El macetero, que dona títol a un curtmetratge, el seu primer contacte amb el cinema.
El 1952 debuta al Teatro Fuencarral amb l'espectacle Así es mi cante. La difusió radiofònica de les seves cançons el condueix ràpidament a l'èxit i el seu peculiar estil, amb una veu cristal·lina i un falset inconfusible, gaudeix de gran acceptació per part del públic.
El 1954 crea el seu propi espectacle, Hechizo, amb el qual debuta al Teatro Calderón (Madrid). Així mateix, protagonitza diverses pel·lícules fins a 1965, entre elles El pescador de coplas, Esa voz es una mina i El Cristo de los Faroles. A Café de Chinitas i Puente de coplas coincideix amb Rafael Farina.
La seva cançó més recordada és Soy minero, però el seu amplíssim repertori es compon d'altres èxits com Adiós a España, Soy un pobre presidiario, Cocinero, cocinero, María de los Remedios, Ángela del alma mía o Yo quiero ser mataor.
El 1986 torna als escenaris. El 1990 rep al costat d'altres companys, com Juanito Valderrama, un Disc de Platí en reconeixement de la seva trajectòria artística. Un any abans es va veure obligat a abandonar el món de l'espectacle en diagnosticar-li una fibrosi pulmonar, que s'agreujaria fins a la seva mort el 1992. El seu comiat es va convertir en una multitudinària mostra d'afecte popular.
Casat amb Ángela Tejedor Capitán (Fuenlabrada, 1932) des de 1951, Antonio Molina va ser el patriarca d'una saga d'artistes. Van tenir vuit fills, entre ells Ángela, Paula, Miguel, Mónica i Noel, també dedicats a la interpretació i a la música. La seva neta, Olivia Molina, també és actriu.
Va ser enterrat al cementiri de Fuencarral (Madrid). Una estàtua de l'artista, obra de l'escultor Santiago de Santiago, presideix des de 2002 una cèntrica plaça malaguenya, inaugurada en ocasió del desè aniversari de la seva mort.

## Filmografia
- El macetero. Curtmetratge (1951)
- El pescador de coplas, d'Antonio del Amo (1953).
- Esa voz es una mina, de Lluís Lúcia i Mingarro (1955).
- Malagueña, de Ricardo Núñez (1956).
- La hija de Juan Simón, de Gonzalo Delgrás (1957).
- El Cristo de los Faroles', de Gonzalo Delgrás (1958).
- Café de Chinitas', de Gonzalo Delgrás (1960).
- Puente de coplas, de Santos Alcocer (1965).
- Canciones de nuestra vida, de Eduardo Manzanos Brochero (1975).
- Andalucía chica, de José Ulloa (1987).